# Flávio Cardoso
Flávio Cardoso Santos (Itagimirim, Estat de Bahia, 13 d'octubre de 1981) és un ciclista brasiler professional des del 2010 i sempre militant a l'equip Soul Brasil Pro Cycling Team.

## Palmarès
- 2010
  - Vencedor d'una etapa del Tour de Brasil-Volta de l'Estat de São Paulo
- 2011
  - Vencedor de 2 etapes del Giro a l'Interior de São Paulo
  - Vencedor d'una etapa del Tour de Brasil-Volta de l'Estat de São Paulo
- 2014
  - 1r a la Prova Ciclística 9 de Julho
  - Vencedor d'una etapa del Tour de Brasil-Volta de l'Estat de São Paulo
- 2015
  - Vencedor d'una etapa de la Volta del Paranà
- 2016
  -  Campió del Brasil en ruta